# جون لاينغ
جون لاينغ (بالإنجليزية: John Laing)‏ هو لاعب كرة قدم أسترالية أسترالي، ولد في 5 يوليو 1884 في Golden Square, Victoria ‏ في أستراليا، وتوفي في 29 أكتوبر 1944 في Malvern, Victoria ‏ في أستراليا.

## وصلات خارجية
- جون لاينغ على موقع AustralianFootball.com (الإنجليزية)
- جون لاينغ على موقع AFLtables.com (الإنجليزية)